# Дора і загублене місто
«Дора і загублене місто» (англ. Dora and the Lost City of Gold) — американський пригодницький фільм режисера Джеймса Бобіна, анімаційно-ігрова адаптація, яка є продовження телевізійного серіалу «Дора-мандрівниця» кінокомпанії Nickelodeon. Роль головної героїні зіграла Ізабела Монер, ролі другого плану виконали Евхеніо Дербес, Майкл Пенья, Єва Лонгорія та Денні Трехо.

## Сюжет
Глибоко в перуанських джунглях Дора, дочка дослідників Коула та Елени, проводить свої дні, потрапляючи в пригоди зі своїм другом-мавпою, її кузеном Дієго та уявними друзями, перешкоджаючи злодієві Свіперу. У семирічному віці Дієго повертається в Лос-Анджелесі до своєї сім'ї. Водночас родина Дори залишається, щоб знайти загублене місто інків Парапата.
Через десять років батьки Дори розшифровують місце розташування Парапати, але вирішують відправити Дору в школу, де навчався Дієго, а самі вирушають на пошуки загубленого міста. Під час екскурсії в музей Дору з групою заманюють в архівне приміщення, де їх захоплюють найманці, і всі летять в Перу. Після приземлення Алехандро, який стверджує, що є другом батьків Дори, допомагає втекти. Найманці, за допомогою Свіпера, викрадають карту Дори. Алехандро повідомляє, що батьки Дори пропали безвісти, а найманці шукають їх в надії потрапити в Парапату та заволодіти скарбами. Дора вирішує спочатку знайти своїх батьків за допомогою Алехандро, а інші підлітки сподіваються, що так врятуються.
Група подорожує через численні перешкоди, зокрема сипучі піски, заплутані руїни інків та атаки лісових охоронців Парапати. Після численних небезпек Дора знаходить своїх батьків, але Алехандро, який працював на найманців, захоплює їх. Інші підлітки також потрапляють у полон, тоді Чобіток допомагає їм втекти. Підлітки вирішують знайти скарб, щоб потім домовитись про звільнення.
У загубленому місті, після низки головоломок і пасток, група досягає святилища. Алехандро, який слідував за ними, потрапляє в пастку. Охоронці Парапати, на чолі з їх королевою, перемагають найманців і протистоять підліткам. Дора запевняє їхньою рідною мовою кечуа, що підлітки лише рятують її батьків. Групі дозволяють подивитися на скарб і повернутися.
Група з батьками прибувають в будинок Дори в джунглях. Коул та Елена обговорюють наступну експедицію, але Дора вирішує повернутися в школу в Лос-Анджелесі. Дора з друзями влаштовують вечірку, а Алехандро і найманці залишаються ув'язненими в Парапаті.

## У ролях
| Актор             | Роль                |
| ----------------- | ------------------- |
| Ізабела Монер     | Дора                |
| Денні Трехо       | Мавпа Чобіток       |
| Бенісіо дель Торо | Свіпер              |
| Евхеніо Дербес    | Алехандро Гутьєррес |
| Майкл Пенья       | Коул                |
| Єва Лонгорія      | Елена               |
| Темуера Моррісон  | Пауелл              |
| Мадлен Медден     | Семмі               |
| Джефф Волберг     | Дієго               |
| Ніколас Кумбе     | Ренді               |
| Адріанна Барраза  | Валері              |
| Піа Міллер        | Мамі                |
| К'оріанка Кілчер  | Кавіллака           |

## Виробництво
24 жовтня 2017 року було досягнуто домовленості про створення фільму на основі телевізійного серіалу, режисером якого став Джеймс Бобін. Ніколас Столлер і Даніель Санчес-Вітцель були найняті для написання сценарію, для продюсування обрали компанію Platinum Dunes Майкла Бея, хоча сам Бей не брав участь у виробництві. Однак у серпні 2018 року Бей заявив, що він та його партнери по компанії ніколи не брали участь у фільмі, і що звіт, про який стало відомо ще в жовтні 2017 року, помилковий. Було заявлено, що у фільмі буде зображена підліткова версія Дори, яка переїжджає до міста, щоб жити зі своїм двоюрідним братом Дієго. Реліз фільму був запланований на 2 серпня 2019 року. У травні 2018 року Ізабела Монер отримала роль Дори. Єухеніо Дербес розпочав переговори у червні щодо участі. Його участь була підтверджена, а Мікке Морено отримав роль Дієго, якого згодом замінив Джеффрі Волберг. Єва Лонгорія та Майкл Пенья отримали роль батьків Дори. Мадлен Медден також приєдналася до акторського складу фільму. У жовтні роль отримала К'оріанка Кілчер. У листопаді стало відомо, що Піа Міллер зіграє тітку Дори, Мамі. У грудні 2018 року Бенісіо дель Торо приєднався до стрічки як актор озвучення Свіпера. У березні 2019 року Денні Трехо оголосив, що буде озвучувати Мавпу.
В інтерв'ю «Forbes» Монер розказала, що вона вивчала мову кечуа для свого персонажа. Акторка зазначила, що фільм «відведе аудиторію до Мачу-Пікчу», щоб «дослідити культуру інків». Далі вона прокоментувала, що «Дора дуже культурна і вона все про все знає», також «Дора не має визначеного етносу».

### Знімання
Знімання розпочали 6 серпня 2018 року в Квінсленді, Австралія, а завершилися на початку грудня 2018 року.

### Маркетинг
Трейлер до фільму показали на кінопремії «Kids’ Choice Awards» 23 березня 2019 року. У трейлері також було показано, що співавтор анімаційного фільму «Автомонстри» Метью Робінсон написав сценарій разом з Ніколасом Столлером.

## Реліз
Спочатку датами виходу фільму називали 2 серпня та 31 липня 2019 року.

## Сприйняття

### Касові збори
Фільм «Дора і загублене місто» зібрав $45,1 мільйона в Сполучених Штатах і Канаді та $18,7 мільйона на інших територіях, світові касові збори склали $ 63,7 мільйона з виробничим бюджетом $ 49 мільйонів.
У Сполучених Штатах і Канаді його випустили разом з фільмами «Королеви криміналу», «Очима собаки», «Страшні історії для розповіді у темряві» і «Браян Бенкс», і, за прогнозами, мав зібрати 15-20 мільйонів доларів у 3500 кінотеатрах у свій перший вікенд. Стрічка зібрала $6,7 мільйона у свій перший день, зокрема $1,25 мільйона від попереднього перегляду в четвер. Він дебютував на четвертому місці в прокаті за касовими зборами ($ 17 мільйонів); 46 % його аудиторії були латиноамериканцями, 32 % були білими, 11 % афроамериканцями і 10 % азійцями. Касові збори зменшились на 51 % у другі вихідні та склали $ 8,5 мільйона, посівши шосте місце. У третій вікенд виторг зменшився на 39 %, ставши дев'ятим ($ 5,2 мільйона).

### Критика
На сайті Rotten Tomatoes фільм має рейтин 83 % на основі 115 відгуків з середньою оцінкою 6.5/10. Критичний консенсус сайту говорить: "на чолі з грою Ізабели Монер «Дора і загублене місто» — це сімейна пригода, яка зберігає молодий дух першоджерела. На Metacritic рейтинг становить 63 з 100, оснований на 23 відгуках, що вказують на «в цілому сприятливі відгуки». Глядачі, опитані CinemaScore, дала фільму середню оцінку «A» за шкалою від А до F, а на PostTrak дорослі і діти оцінили в 4,5 і 3,5 зірки з 5 відповідно.
Пітер Дебраж з «Variety» написав: «у той час як більшість акторів (і особливо Дербес) грають широкі, майже буфонадні версії своїх персонажів, Монер має широкі очі і завжди бадьоре ставлення, яке ми асоціюємо з Дорою, але рівень харизми анімований персонаж не зміг передати».